# Соместезия
Соместезия — это обобщённое понятие кожных чувств, таких, как ощущения давления, тепла, холода, боли, щекотки, положения конечностей и так далее.

## Суть
Соместезия является образцом взаимосвязи анализаторов, которые представляют собой целую систему.
Схема взаимодействия анализаторов изучена не полностью, однако известно, что изменение, к примеру, появление раздражения в одном из анализаторов, непосредственно влияет на остальные анализаторы.
Соместезия считается чувственной основой самосознания, названной русским физиологом И. М. Сеченовым «сенсорным источником личности».
Соместезия передаётся в центральную нервную систему (ЦНС) по проводящим путям, которые включают в себя три нейрона.
К расстройствам соместезии относятся: анестезия, гипостезия (понижение чувствительности) гиперстезия (повышение чувствительности), дизестезия (извращенная чувствительность), термалгезию (восприятие тепла как боли) и так далее.